# Murat Yıldırım
Murat Yıldırım (* 18. Mai 1987 in Çorum) ist ein niederländisch-türkischer Fußballspieler.

## Karriere

### Verein
Murat Yıldırım zog, im Alter von einem Jahr, mit seinen Eltern in die Niederlande. Mit sechs Jahren spielt er bei Hellas Sport Zaandam und wechselte mit 17 Jahren zu Ajax Amsterdam. Seine Mannschaftskameraden waren damals unter anderem Ryan Babel und Hedwiges Maduro. 2005 wurde er zum Talent des Jahres gewählt.
Zur Saison 2007/08 unterschrieb er beim türkischen Klub Samsunspor. Dort war sein bislang größter Erfolg der Aufstieg in die Süper Lig zur Saison 2011/12, jedoch stieg die Mannschaft bereits nach einer Saison wieder ab.
Zum Sommer 2012 wechselte er zum Erstligisten Bursaspor. Für die Rückrunde der Saison 2013/14 wurde Yıldırım an Kayseri Erciyesspor abgegeben.
In der Sommertransferperiode 2015 wechselte er zum Zweitligisten Gaziantep Büyükşehir Belediyespor und eine Saison später innerhalb der TFF 1. Lig zu Boluspor. Hier verweilte er nur eine halbe Spielzeit. Er wechselte dann zum Ligarivalen Yeni Malatyaspor.
Für diesen Verein bestritt er in der Saison 2016/17 18 von 19 möglichen Spielen in der TFF 1. Lig, der zweithöchsten türkischen Liga. Zur Saison 2017/18 stieg Malatyaspor in die Süper Lig auf. Hier bestritt Yıldırım in seiner ersten Saison 28 von 34 möglichen Ligaspielen und drei Pokalspiele. In der nächsten Saison waren es erneut 28 Ligaspiele und sechs Pokalspiele. In der Saison 2020/21 wurde er bei 25 von 34 möglichen Ligaspielen eingesetzt, in denen er ein Tor schoss, zwei Pokalspielen und vier Spielen in der Qualifikation zur Europa League.
Anfang September 2020 wechselte er zum Ligarivalen Gençlerbirliği Ankara. Hier wurde er bei 30 von 40 möglichen Ligaspielen eingesetzt, in denen er ein Tor schoss, sowie einem Pokalspiel.
Ende Juli 2021 erfolgte ein neuer Vereinswechsel, diesmal zu Çorum FK in die  TFF 2. Lig, die dritthöchste türkische Liga. Hier bestritt er in seiner ersten Saison 34 von 38 möglichen Ligaspielen. In der nächsten Saison waren es 33 Ligaspiele, in denen er 3 Tore schoss. Die Saison endete mit dem Aufstieg in die TFF 1. Lig.

### Nationalmannschaft
Yıldırım spielte während seiner Zeit bei Ajax Amsterdam zweimal für die türkische U-19-Nationalmannschaft.

## Erfolge und Titel

### Mit seinen Vereinen
Samsunspor
- Vizemeister der TFF 1. Lig: 2010/11
- Aufstieg in die Süper Lig: 2010/11

### Auszeichnungen
- Talent des Jahres bei Ajax Amsterdam: 2004/05[7]
- Spieler des Jahres von Samsunspor: 2008/09[8]